# Igreja de Nossa Senhora do Verde
A Igreja Matriz Rural de Nossa Senhora da Assunção do Verde, mais conhecida como Igreja de Nossa Senhora do Verde ou Capela de Nossa Senhora do Verde, é um edifício religioso no Município de Portimão, na região do Algarve, em Portugal.

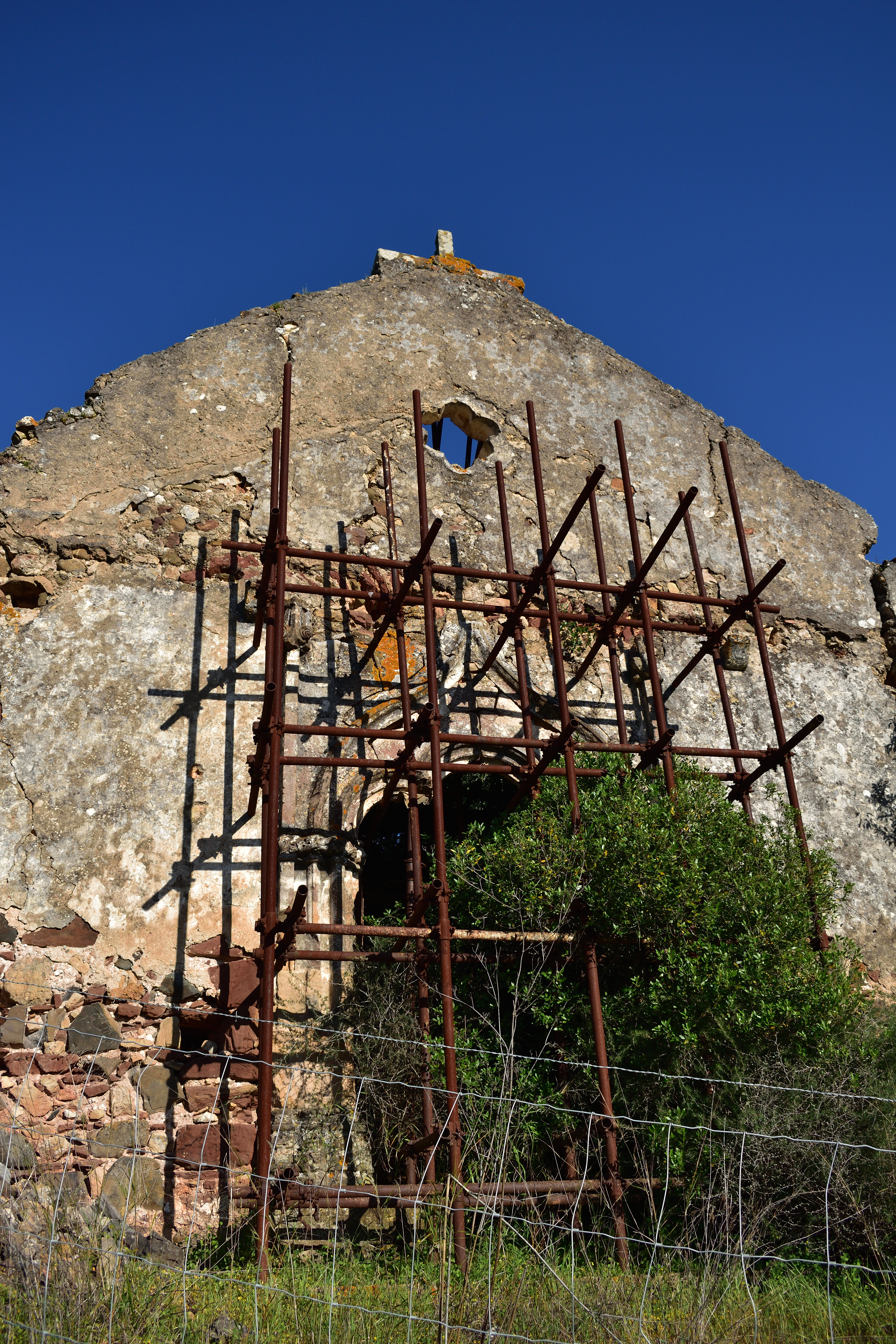
Fachada Oeste da igreja em 2020, mostrando o portal manuelino e a estrutura metálica que suporta a parede.

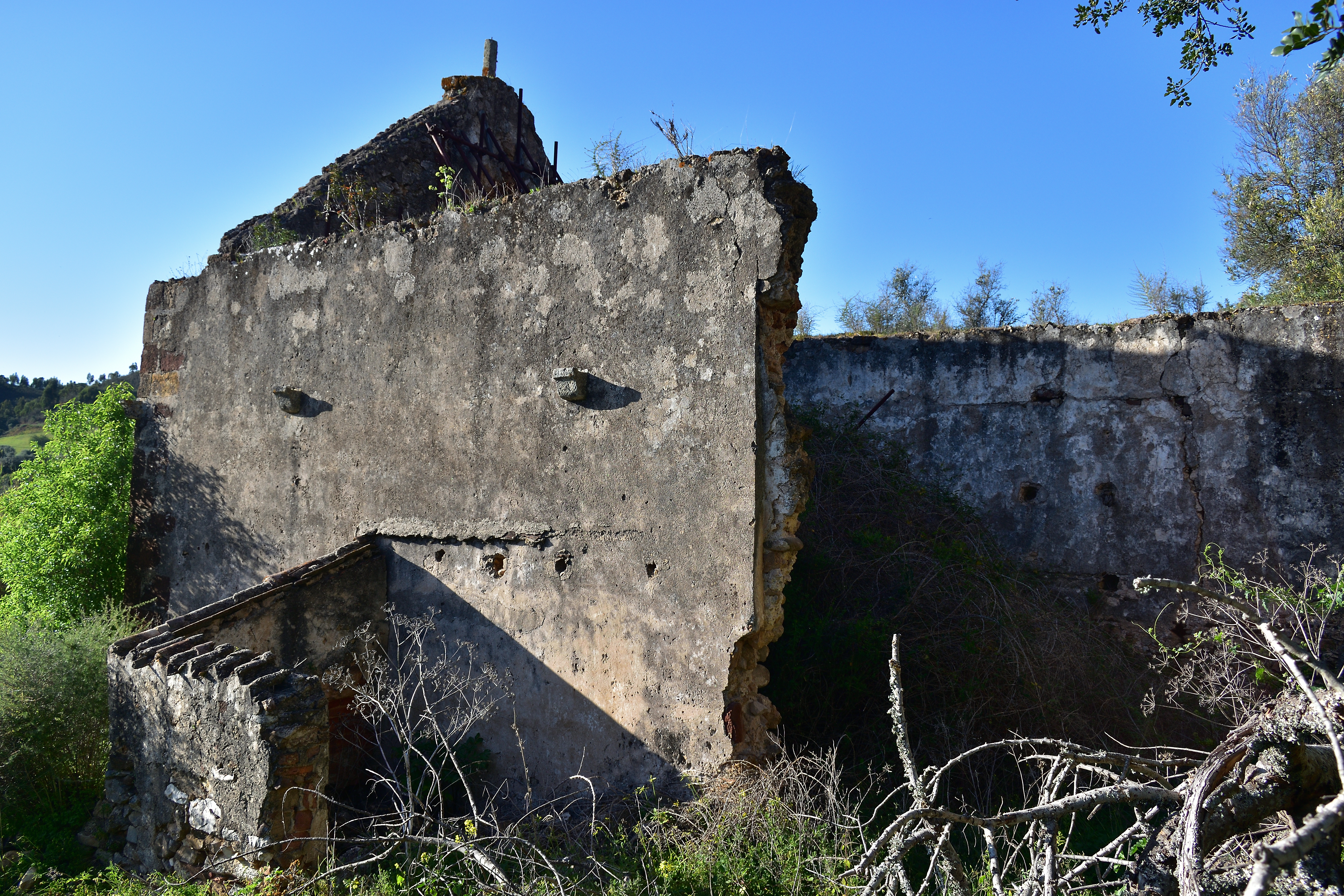
Fachada Sul da igreja em 2020, vendo-se dois suportes do antigo alpendre.

## Descrição
A Igreja situa-se num local isolado, na Herdade do Morgado do Reguengo, junto à localidade e a ribeira da Senhora do Verde, na freguesia de Portimão. A via rodoviária mais próxima é a Estrada Municipal 532.
O edifício chegou a um grave estado de conservação, com a cobertura totalmente caída e as paredes muito arruinadas, sendo a fachada principal sustentada por uma estrutura metálica.
O edifício apresenta uma planta longitudinal sem transepto, virada para Ocidente, de acordo com as directrizes cristãs. No seu interior encontrava-se uma sacristia, uma capela-mor e outras divisões, já destruídas. O acesso ao edifício fazia-se através de um portal manuelino em cantaria, com um arco de querena, tribolado no seu interior, e sustentado por colunas com capitéis góticos. A fachada principal também era rasgada por uma rosácea em cima do portal. Para a abertura deste óculo floreado foi necessário elevar a fachada, sendo ainda visíveis as costuras entre a nova e a antiga cumeeira. No interior, a cobertura era diferenciada, de duas águas, na capela-mor e na nave. A nave tinha uma cobertura em madeira, cujas asnas estavam descobertas. A parte da capela-mor estava coberta por abóbada de berço, e era mais estreita do que a nave da igreja. Nas paredes exteriores da igreja foram colocados ganchos, que suportavam um alpendre em madeira em redor do edifício, que provavelmente funcionava como adro.
A zona do altar-mor tinha uma entrada em arco, sendo as paredes do altar-mor decoradas com pinturas murais. Estas pinturas apresentado losangos vermelhos, sendo típicas do século XVII. A Norte e Sul, foram construídas estruturas anexas ao edifício, que no entanto não fazem parte do conjunto. Os cunhais e os paramentos foram construídos em pedra vermelha de Silves, sendo os vestígios dos trabalhadores daquela cidade principalmente visíveis nas pedras aparelhadas dos cunhais. No interior da igreja existem dois blocos de pedra e vestígios de um segundo telhado, sendo provavelmente restos do período em que o edifício foi utilizado para guardar animais.

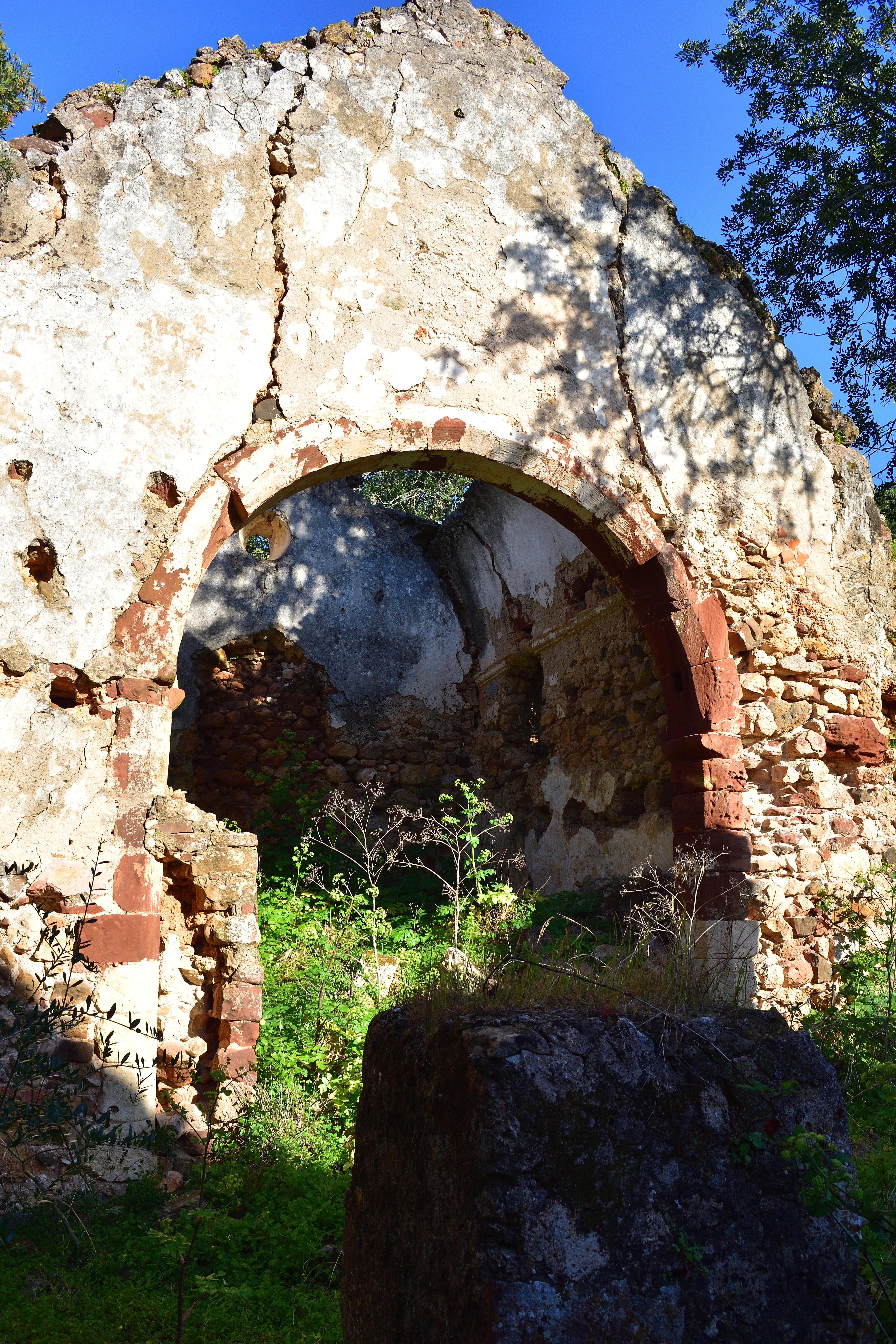
Arco de acesso à capela-mor, no interior da igreja.

## História

### Antecedentes
A zona onde se situa a igreja foi ocupada pelo menos desde a pré-história, estando situada a Norte da localidade de Alcalar, onde se situam vários monumentos megalíticos. Imediatamente a Norte da igreja foram encontradas duas bases de colunas do período romano, num sítio arqueológico que foi depois destruído. Estas colunas foram descobertas pela Sociedade Arqueológica da Figueira numa pesquisa em Dezembro de 1900, tendo encontrado igualmente várias partes de uma lápide com molduras e outros vestígios, que poderiam ter demonstrado a existência de uma grande estrutura romana naquele local. A denominação de Senhora do Verde, pouco usual dentro da religião cristã, parece apontar uma entidade feminina, dedicada à água e à fertilidade agrícola, cujo culto poderia ter tido origem oriental, e que poderia remontar ao período dos monumentos de Alcalar. O vale da Ribeira da Senhora do Verde teria sido um sítio ideal para este culto, devido à sua beleza e fertilidade, que atraiu as povoações desde muito cedo, possivelmente desde Neolítico, devido à sua vida essencialmente ligada à agricultura. Esta crença está de acordo com os vestígios religiosos do período romano encontrados na freguesia, que sugerem que os habitantes locais adoravam um panteão baseado numa mistura de deuses locais e romanos. A construção do templo romano, em complementação ou substituição do local de culto natural, pode ter sido um processo para a racionalização da divindade pagã, como terá sucedido por exemplo com o santuário de São Miguel da Mota, no Alandroal, dedicado ao antigo deus lusitano Endovélico. Por seu turno, a construção da igreja, no século XV, pode ser vista como uma tentativa de cristianizar um templo pagão e as divindades a ele associadas.

### Construção da igreja
A construção da igreja está associada a uma lenda, que refere que durante o governo de D. Manuel surgiu de forma milagrosa uma fonte perto da Ribeira da Senhora do Verde, cujas águas teriam grandes qualidades curativas. Junto à fonte terá sido construída uma ermida, onde estava uma imagem da Nossa Senhora do Verde, dando origem a uma freguesia. Este edifício poderá ter sido a igreja da Nossa Senhora do Verde, que foi construída provavelmente durante o século XV, ou princípios do século XVI, devido à arquitectura do seu portal principal. Embora possa ter sido edificada pelos próprios habitantes locais, sem autorização do bispado, isto é improvável devido às características arquitectónicas do edifício, como a sua orientação de acordo com as directrizes da igreja católica, e os materiais de construção. Com efeito, o emprego de pedra vermelha de Silves indica que não foi feita pelas populações locais, que teriam utilizado materiais locais, como se verificou na Igreja Paroquial de Mexilhoeira Grande, podendo os trabalhadores de Silves sido contratados pelo bispo daquela cidade para construir o edifício. Por outro lado, este tipo de empreendimentos necessitava sempre do apoio das autoridades, a nível local ou regional. No caso da Senhora do Verde, a população era composta por um grande número de casais vivendo disseminados pelo território, cuja fraca capacidade económica e coesão comunitária impossibilitava a construção de uma igreja. Assim, o edifício terá sido um dos primeiros exemplos de uma igreja construída pela diocese, no sentido de dotar as comunidades de um local de culto, conceito que só foi aplicado em larga escala durante a segunda metade do seculo XVI. Considerando o período de construção, a igreja terá sido ordenada por D. João de Melo, Bispo do Algarve entre 1467 e 1480, que promoveu a formação de várias freguesias e a instalação de locais de culto, incluindo a freguesia de Moncarapacho e a Igreja de São Sebastião, em Lagos. Desta forma, a Igreja de Nossa Senhora do Verde terá sido provavelmente construída na década entre 1470 e 1480. Uma vez que a construção de uma igreja num local tão isolado não poderia compensar o investimento, provavelmente a sua construção terá sido uma tentativa de impor a religião cristã em detrimento dos cultos pagãos, que ainda se conservariam relativamente fortes entre as populações.
Com efeito, em 1758 o pároco da freguesia destacou a ligação entre os elementos aquático e espiritual, referindo-se à lenda da estátua de Nossa Senhora e a um milagre ocorrido em Junho de 1757, quando a água recomeçou a sair da fonte após seis anos de seca. Com efeito, a água sempre teve um papel essencial para a religião cristã, como símbolo de fecundidade e pureza, tendo sido construídos vários santuários marianos ligados ao elemento aquático em Portugal, constituindo uma reminiscência dos antigos cultos pagãos. Um vestígio das antigas tradições pré-cristãs terá permanecido na Senhora do Verde até pelo menos ao século XVII, quando se verificou uma quantidade de ofertas à igreja muito maior do que a esperada vindo de uma paróquia de pequenas dimensões e reduzidas capacidades económicas. Esta generosidade pode demonstrar um forte culto das populações locais na Senhora do Verde, como elemento ligado à fertilidade agrícola, continuando desta forma o antigo culto pagão. Uma lenda relacionada relatava que na altura em que uma imagem de Nossa Senhora tinha sido descoberta na fonte, ao mesmo tempo foi encontrada uma pegada de mulher escavada numa grande pedra, tendo-se tornado habitual aos Domingos a cerimónia popular das mulheres compararem os seus sapatos com a pegada, embora sempre sem sucesso.
Durante a sua história, o edifício da igreja foi alvo de várias alterações, algumas no sentido de a melhorar, outras para modificar a sua função. Uma das primeiras obras terá sido na capela-mor, uma vez que na época da sua construção eram normalmente utilizados telhados de madeira com as asnas descobertas, pelo que a abóbada de berço só terá sido montada nos séculos XVII ou XVIII. Outro elemento que terá sido acrescentado no século XVII são as pinturas murais, uma vez que apresentam características típicas daquele período. Em meados do século XVIII poderá ter sido feita uma nova alteração, quando foi aberta o óculo floreado na fachada, levando à elevação da cumeeira. Ainda no mesmo século a igreja foi muito atingida pelo Sismo de 1755, tendo sido reparada pouco tempo depois.

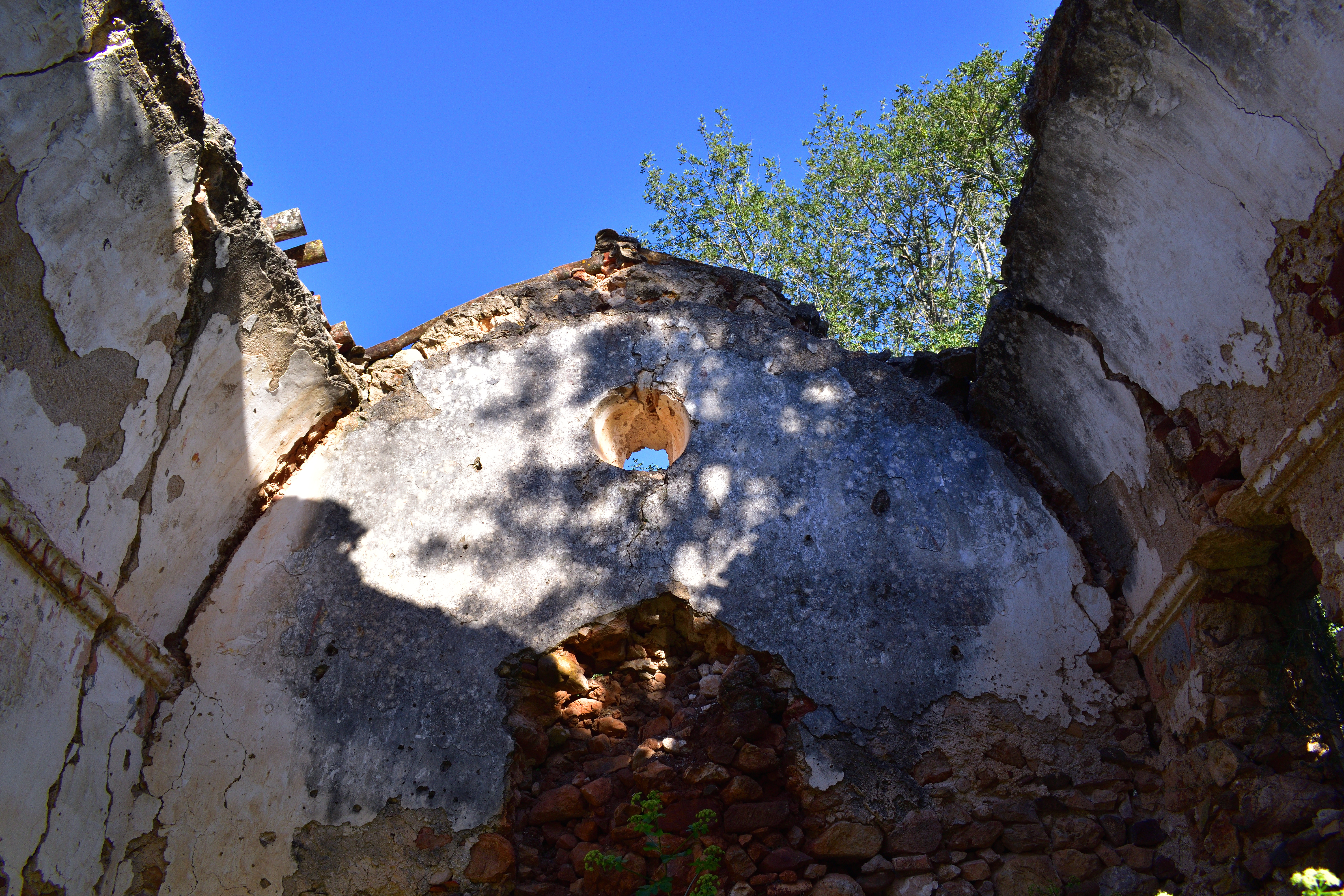
Interior da igreja, em Março de 2020.

### Declínio e encerramento
Esta igreja chegou a possuir a categoria de matriz da freguesia com o mesmo nome, que foi extinta em 1836, tendo a sua área foi depois adicionada às freguesias em redor, sendo o local da igreja em si pertencente à Paróquia de Mexilhoeira Grande. Segundo a tradição popular, alguém terá colocado o cadáver de um cão no interior da fonte, pelo que esta deixou de ter as suas capacidades medicinais, levando ao abandono do local por parte das populações. Assim, decidiu-se transladar a imagem no interior da igreja para a Mexilhoeira Grande numa carreta puxada por bois, mas quando esta chegou à zona da Torre, os animais ter-se-ão recusado a continuar para a Mexilhoeira Grande. Decidiu-se então ir para Portimão, mas os bois uma vez mais recusaram-se a avançar naquele sentido, tendo prosseguido apenas na direcção de Alvor, pelo que a imagem foi guardada na igreja daquela localidade. Com efeito, a imagem da padroeira, que antes se situava no interior da igreja, foi guardada na Igreja Matriz de Alvor. Após o edifício ter deixado de ser utilizado como igreja, terá passado a funcionar como estábulo, estando nesse período já a mostrar sinais de degradação.
Em 25 de Agosto de 1986, foi entregue uma proposta de classificação do edifício, pela Comissão Instaladora da Câmara Municipal de Portimão, enquanto que uma proposta semelhante foi aberta em 30 de Novembro de 1990 pelo Instituto Português do Património Arquitectónico. Em 1 de Agosto de 1991, o Conselho Consultivo daquele órgão emitiu um parecer onde era proposta a classificação do edifício como de Valor Concelhio, e em 30 de Agosto desse ano o Secretário de Estado da Cultura lançou o despacho para a classificação, com a categoria de Interesse Municipal.
Em 23 de Setembro de 2010, a Direcção Regional de Cultura informou que o edifício não tinha valor nacional, e em 23 de Novembro de 2011 a Secção do Património Arquitetónico e Arqueológico do Conselho Nacional de Cultura propôs o encerramento do processo de classificação, devido ao estado de ruína a que chegou o edifício. O despacho para o encerramento foi emitido pelo director do Instituto de Gestão do Património Arquitectónico e Arqueológico em 24 de Novembro de 2011, e em 19 de Setembro de 2012 foi emitido o anúncio n.º 13440, publicado no Diário da República n.º 182, II Série, correspondente ao arquivamento do processo para a classificação, devido ao mau estado de conservação do edifício e a impossibilidade de o classificar como de valor concelhio.

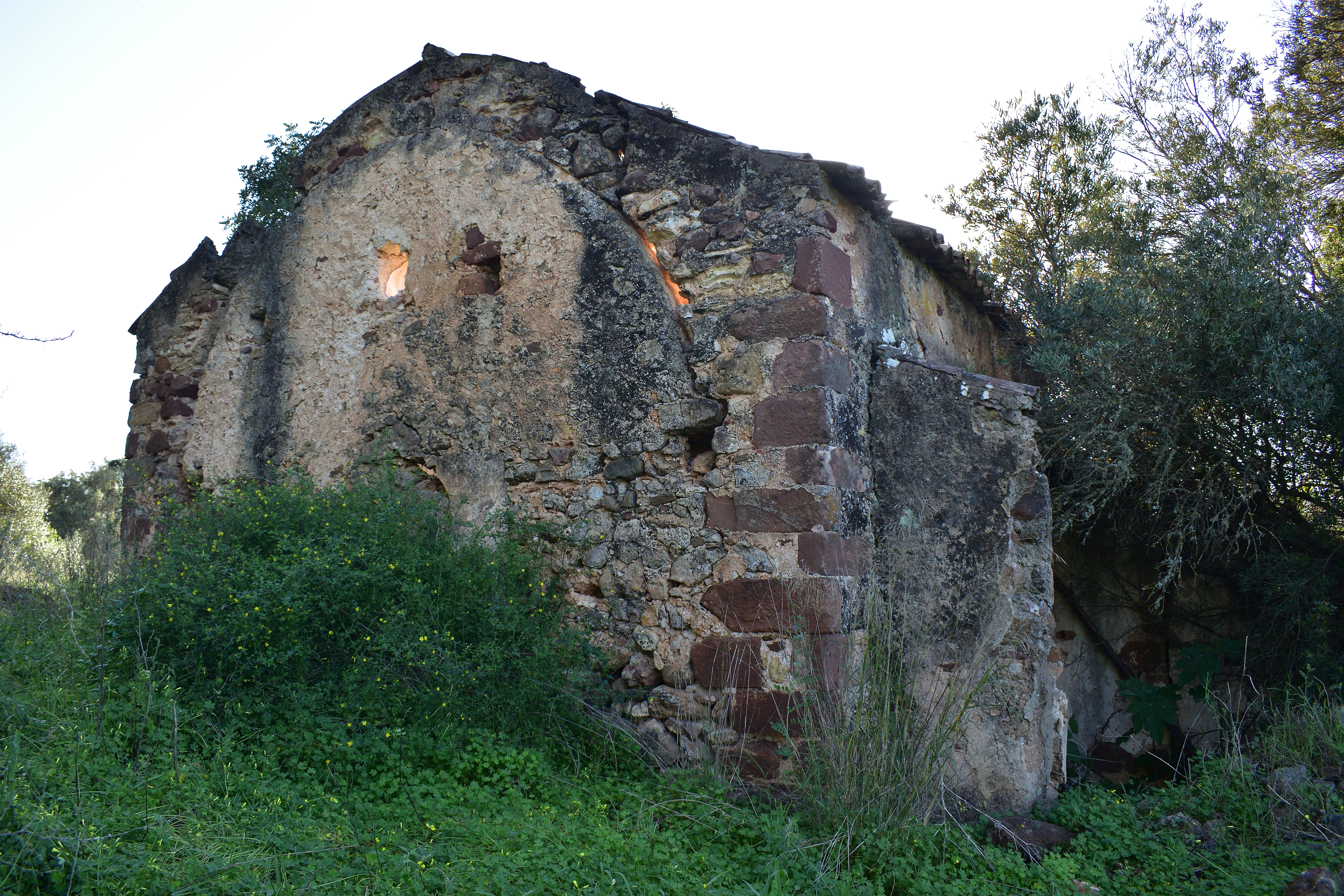
Fachada traseira da igreja, em 2020.